# Tour of Britain
Tour of Britain je etapový mužský cyklistický závod konaný ve Spojeném království. Závod byl ve své současné podobě založen v roce 2004, ale od druhé světové války se konaly různé závody, které byly popisovány jako Tour of Britain, např. Milk Race, Kellogg's Tour of Britain a PruTour. V roce 2020 se závod stal součástí UCI ProSeries. 
Ročník 2020 byl zrušen kvůli pandemii covidu-19.

## Seznam vítězů
| Rok  | Země                               | Jezdec                             | Tým                                |
| ---- | ---------------------------------- | ---------------------------------- | ---------------------------------- |
| 2004 | Kolumbie                           | Mauricio Ardila                    | Chocolade Jacques–Wincor Nixdorf   |
| 2005 | Belgie                             | Nick Nuyens                        | Quick-Step–Innergetic              |
| 2006 | Dánsko                             | Martin Pedersen                    | Team CSC                           |
| 2007 | Francie                            | Romain Feillu                      | Agritubel                          |
| 2008 | Francie                            | Geoffroy Lequatre                  | Agritubel                          |
| 2009 | Norsko                             | Edvald Boasson Hagen               | Team Columbia–HTC                  |
| 2010 | Švýcarsko                          | Michael Albasini                   | Team HTC–Columbia                  |
| 2011 | Nizozemsko                         | Lars Boom                          | Rabobank                           |
| 2012 | Austrálie                          | Nathan Haas                        | Garmin–Sharp                       |
| 2013 | Spojené království                 | Bradley Wiggins                    | Team Sky                           |
| 2014 | Nizozemsko                         | Dylan van Baarle                   | Garmin–Sharp                       |
| 2015 | Norsko                             | Edvald Boasson Hagen               | MTN–Qhubeka                        |
| 2016 | Spojené království                 | Steve Cummings                     | Team Dimension Data                |
| 2017 | Nizozemsko                         | Lars Boom                          | LottoNL–Jumbo                      |
| 2018 | Francie                            | Julian Alaphilippe                 | Quick-Step Floors                  |
| 2019 | Nizozemsko                         | Mathieu van der Poel               | Corendon–Circus                    |
| 2020 | Nejelo se kvůli pandemii covidu-19 | Nejelo se kvůli pandemii covidu-19 | Nejelo se kvůli pandemii covidu-19 |
| 2021 | Belgie                             | Wout van Aert                      | Team Jumbo–Visma                   |
| 2022 | Španělsko                          | Gonzalo Serrano                    | Movistar Team                      |
| 2023 | Belgie                             | Wout van Aert                      | Team Jumbo–Visma                   |
| 2024 | Spojené království                 | Stephen Williams                   | Israel–Premier Tech                |